# Ruth Haring
Ruth Inez Haring (* 23. Januar 1955 in Bourne, Massachusetts; † 29. November 2018 in Chico, Kalifornien) war eine US-amerikanische Schachspielerin und -funktionärin.

## Leben

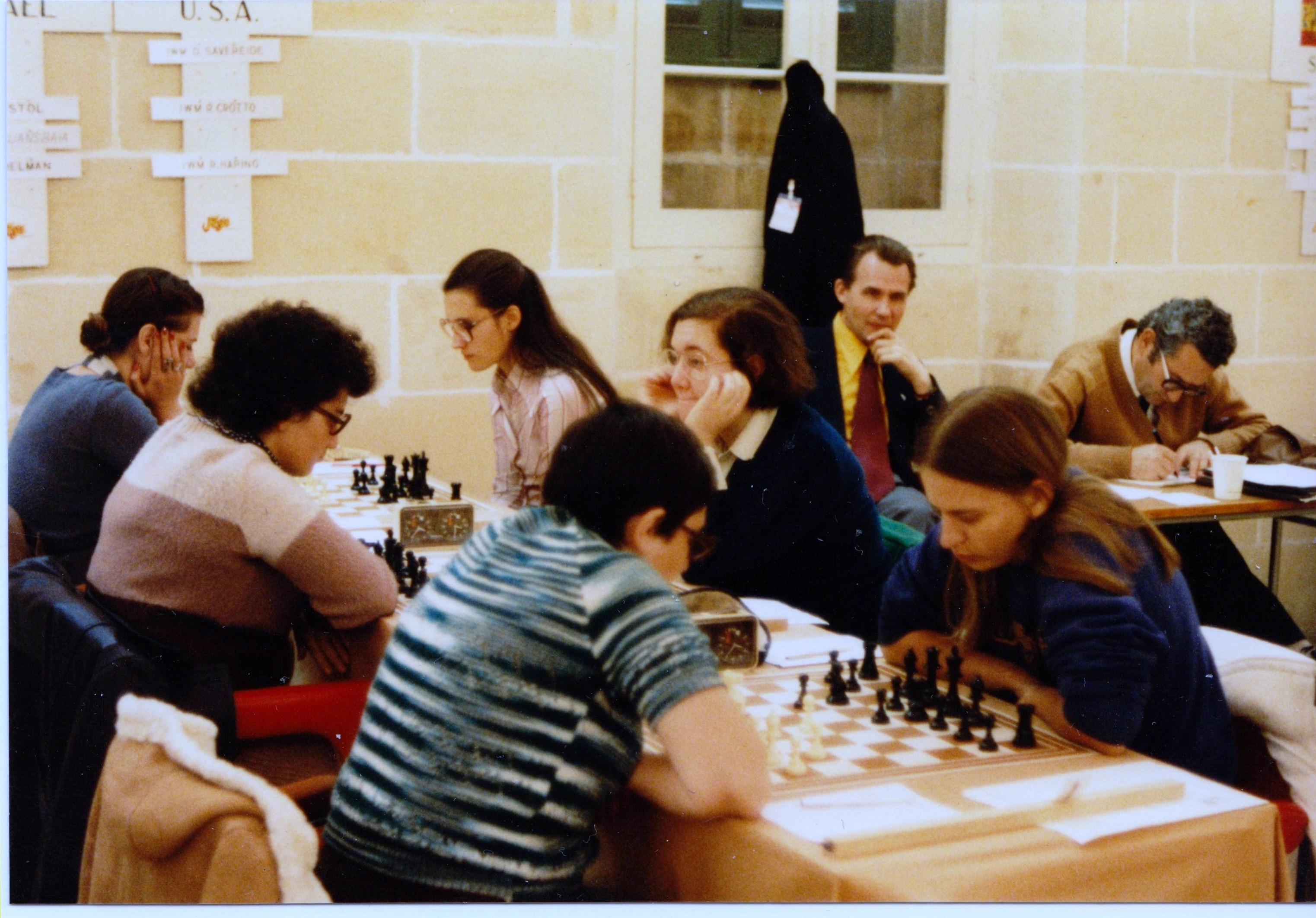
Israel gegen USA (Ruth Haring, Rachel Crotto und Diane Savereide), Schacholympiade 1980

Sie nahm mehrfach an den Damenlandesmeisterschaften der USA teil. Bei der Meisterschaft 1975 in Milwaukee, die gleichzeitig als Zonenturnier durchgeführt wurde, erreichte sie unter ihrem damaligen Namen Ruth Orton einen geteilten zweiten Platz hinter Diane Savereide. Im Playoff besiegte sie in El Paso Ruth Herstein mit 3-1 und qualifizierte sich damit für das kommende Interzonenturnier. Für diesen Erfolg erhielt sie im Jahr 1977, rückwirkend ab 1975, den Titel Internationale Meisterin der Frauen (WIM).
1976 spielte sie beim Interzonenturnier der Frauen in Roosendaal. Sie kam dort auf 5 Punkte aus 13 Partien (+2 =6 −5) und erreichte ein Remis gegen die Turniersiegerin Elena Akhmilovskaya.
Von 1974 bis 1982 spielte sie bei allen fünf Schacholympiaden für die Frauenauswahl der USA und erzielte dabei 22,5 Punkte aus 45 Partien (+16 =13 −16). Ihr bestes Ergebnis war eine Bronzemedaille am ersten Reservebrett bei der Schacholympiade 1976.
Sie war Vorstandsmitglied der kalifornischen Schachorganisation CalChess. Von 2009 bis 2011 war sie Vizepräsidentin der United States Chess Federation, im August 2011 wurde sie zur Präsidentin gewählt und hatte dieses Amt bis 2015 inne. Sie war Mitglied der Verification Commission und der Event Commission der FIDE.
Seit 1983 arbeitete sie im Management verschiedener Firmen im Silicon Valley. Ruth Haring war seit 1978 in zweiter Ehe mit dem Großmeister Peter Biyiasas verheiratet. Die Ehe wurde 2005 geschieden. Sie hatte zwei Töchter und einen Sohn.